# Индийский мунтжак
Индийский мунтжак (лат. Muntiacus muntjak) — вид млекопитающих семейства оленевых (Cervidae), обитающий в Южной и Юго-Восточной Азии.

## Описание
Длина тела составляет 2 м, высота в холке — от 30 до 40 см. Самцы немного крупнее, чем самки. Тело компактное с маленькими, тонкими ногами и маленькой головой с удлинённой мордой. Хорошо развиты слёзные железы. Длинный язык достаёт до ушей. Рога растут только у самцов, достигая в длину до 15 см. Смена рогов происходит регулярно, однако, определённый сезон отсутствует.

## Распространение
Индийский мунтжак широко распространён в тропических горах Индии и Шри-Ланки, а также в Юго-Восточной Азии до островов Суматра, Ява и Борнео. Обитает в тропических и субтропических лиственных лесах, саваннах и буше, на склонах холмов и в Гималаях на высоте до 3000 метров. Обычно животные держатся поблизости от источника воды.

## Образ жизни
Индийские мунтжаки живут поодиночке или в парах. Это территориальные животные. Самцы помечают свою территорию выделениями слёзных желёз. Активны мунтжаки преимущественно ночью. При приближении хищника олени издают короткий визжащий звук, похожий на лай.

## Питание
Рацион животных разнообразен: листья, побеги, ягоды, грибы и яйца птиц, а также мелкие животные и падаль.

## Размножение
Определённого сезона размножения нет. Период беременности длится 200—220 дней. Самка рождает, как правило, одного детёныша. Первые недели детёныш скрывается в густой растительности. В возрасте 2—3 месяцев он отлучается от матери. В возрасте 1 года он становится половозрелым и прогоняется родителями с их территории. 
Продолжительность жизни мунтжаков в неволе составляет до 10 лет.

## Подвиды
- M. m. annamensis — полуостров Индокитай
- M. m. aureus — Индийский полуостров
- M. m. bancanus — острова Банка и Белитунг
- M. m. curvostylis — Таиланд
- M. m. grandicornis — Мьянма
- M. m. malabaricus — Южная Индия и Шри-Ланка
- M. m. montanus — Суматра
- M. m. muntjak — остров Ява и Южная Суматра
- M. m. nainggolani — острова Бали и Ломбок
- M. m. nigripes — Вьетнам и остров Хайнань
- M. m. peninsulae — Малайзия
- M. m. pleicharicus — Южный Борнео
- M. m. robinsoni — остров Бинтан архипелаг Линга
- M. m. rubidus — Северный Борнео
- M. m. vaginalis — Мьянма до юго-западного Китай